# 立川志の麿
立川 志の麿（たてかわ しのまろ、1983年6月3日 - ）は、落語立川流に所属する落語家。立川志の輔門下の二ツ目。出囃子は『御所のお庭』。

## 経歴
- 福岡大学時代は落語研究会に所属。
- 福岡大学卒業後6年半サラリーマン生活を送る。
- 2013年4月∶立川志の輔に入門。7番弟子となる。
- 2018年4月∶二ツ目昇進。